# Glaucoma congenito
Il glaucoma congenito è una forma di glaucoma determinato da malformazioni congenite nell'angolo della camera anteriore dell'occhio, ciò è dato da uno squilibrio tra liquido prodotto e riassorbito, con conseguente danno alla retina ed altre strutture dell'occhio. 
Tra le possibili cause ricordiamo la Sindrome di Weill-Marchesani.
È una patologia rara, con un'incidenza minore di 1 caso su 10 000 nati vivi. Nella quasi totalità dei casi si presenta in forma bilaterale, anche se non sempre in modo simmetrico.
Esso colpisce il neonato solitamente nei primi sei mesi di vita.

## Sintomi
Il sintomo tipico del glaucoma congenito è il cosiddetto buftalmo (dal greco βούϕϑαλμος, «occhio bovino», composto di βοῦς, «bue», e ὀϕϑαλμός, «occhio»), o idroftalmo, che vede l'ingrossamento in toto del bulbo oculare dovuto all'eccessiva pressione interna dell'occhio. Il buftalmo può essere visibile già alla nascita o insorgere nei primi mesi di vita ed è spesso accompagnato da altri sintomi minori quali abbondante lacrimazione, fotofobia e blefarospasmo.
L'insorgenza del buftalmo attraversa tre stadi evolutivi:
1. megalocornea: aumento del diametro corneale di oltre 12 mm ma senza alterazione del fondo oculare;
2. buftalmo vero e proprio con ingrossamento dell'intero bulbo associato a progressivo danneggiamento della papilla ottica ed opacamento corneale;
3. stadio terminale caratterizzato da grave opacità corneale, sclera assottigliata e cataratta, condizione che comporta una grave ipovisione.

## Complicazioni
Se non viene instaurata una adeguata terapia si può avere una perdita permanente della vista ed ambliopia.